# سام بروكول
سام بروكول (بالإنجليزية: Sam Brockwell)‏ هو لاعب كرة قدم أسترالية أسترالي، ولد في 4 فبراير 1871 في غيلونغ في أستراليا، وتوفي بنفس المكان في 12 فبراير 1945.

## وصلات خارجية
- سام بروكول على موقع AustralianFootball.com (الإنجليزية)
- سام بروكول على موقع AFLtables.com (الإنجليزية)